# Calvert's Valley
Pour plus de détails, voir Fiche technique et Distribution.
Calvert's Valley est un film américain réalisé par John Francis Dillon, sorti en 1922.

## Synopsis
Deux amoureux sont séparer par les événements douloureux...

## Fiche technique
- Titre : Calvert's Valley
- Réalisation : John Francis Dillon
- Scénario : Jules Furthman d'après le roman de Margaret Prescott Montague (en)
- Pays d'origine : États-Unis
- Format : Noir et blanc - 1,33:1 - Film muet
- Genre : drame
- Durée : 50 minutes
- Date de sortie : 1922

## Distribution
- John Gilbert : Page Emlyn
- Sylvia Breamer : Hester Rymal
- Philo McCullough : James Calvert / Eugene Calvert
- Herschel Mayall : le juge Rymal
- Lule Warrenton : la veuve Crowcroft